# Böhme (rivier)

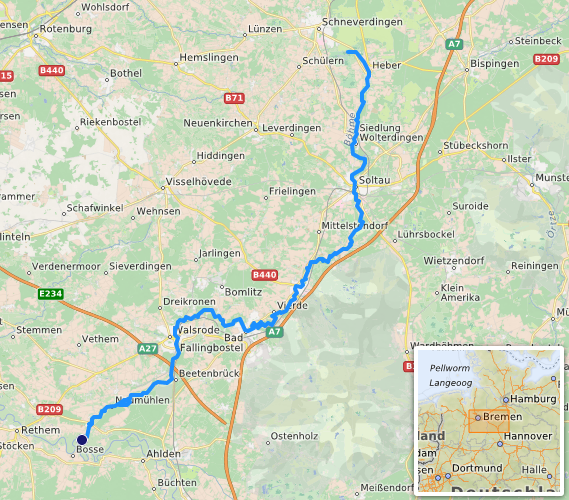
Kaart van het stroomgebied van de Böhme

De Böhme is een rivier in Duitsland, in de deelstaat Nedersaksen.
Het is een 71 km lange zijrivier van de Aller, die op haar beurt een zijrivier van de Wezer is. De bron ligt, op 81 meter boven zeeniveau, in het ten zuidoosten van Schneverdingen gelegen hoogveengebied Pietzmoor, op de Lüneburger Heide. De uitmonding in de Aller (op 18 meter boven de zeespiegel) ligt nabij Bosse, een gehucht onder Frankenfeld in de Samtgemeinde Rethem/Aller.

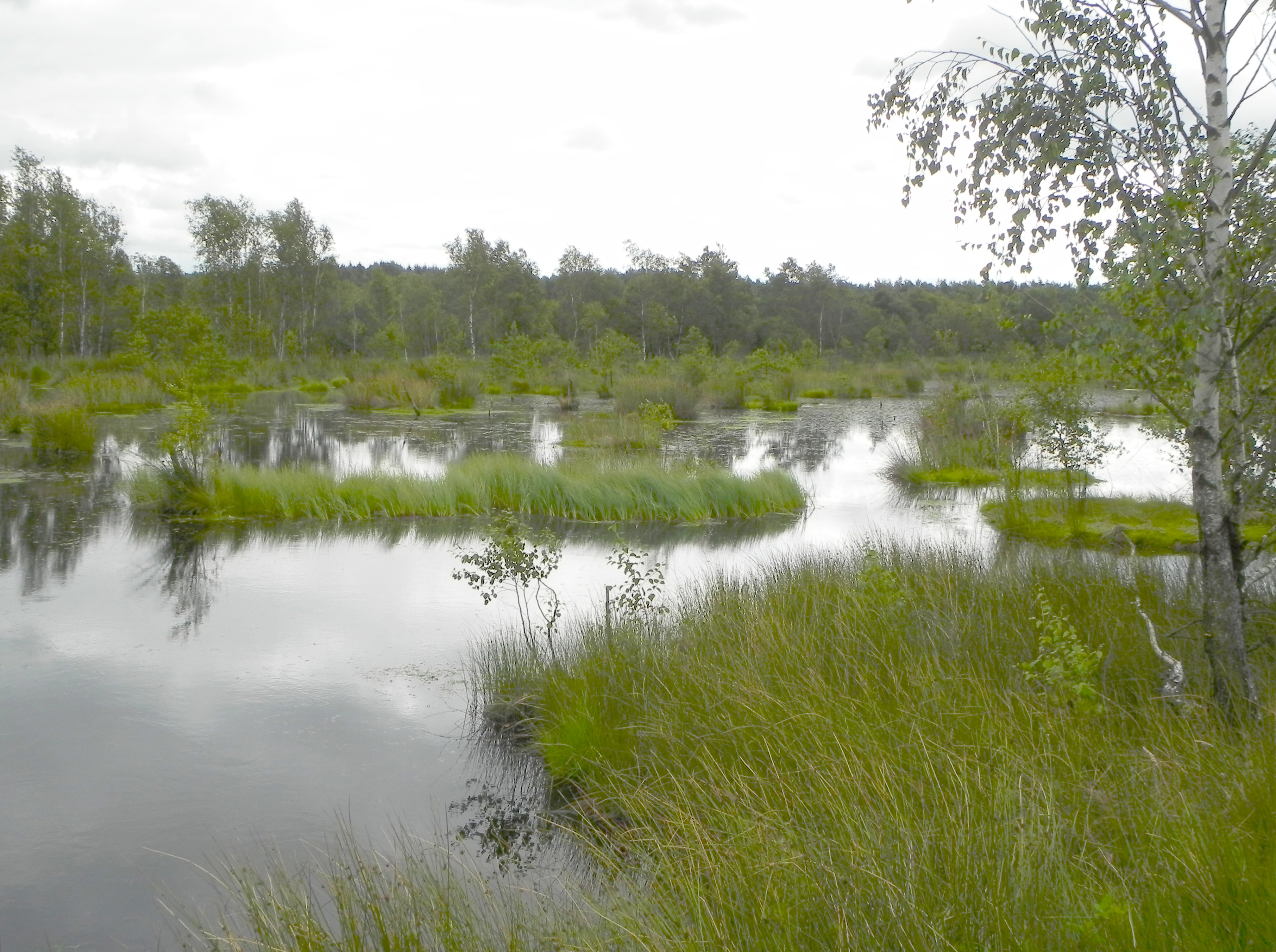
Bron van de Böhme in het Pietzmoor
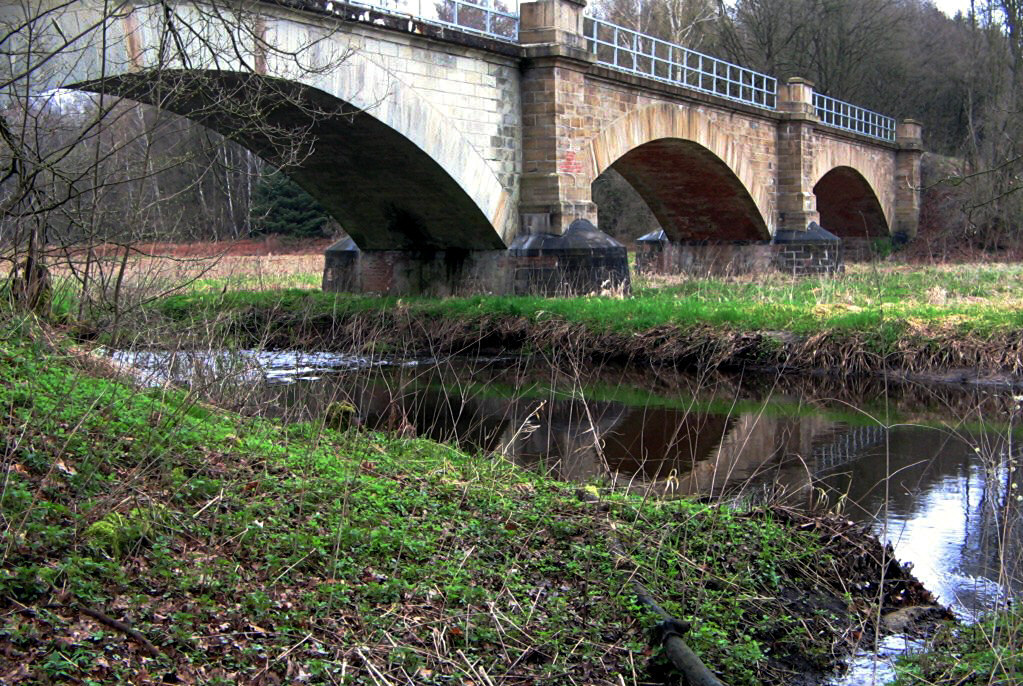
Spoorbrug over de Böhme tussen Walsrode en Bomlitz
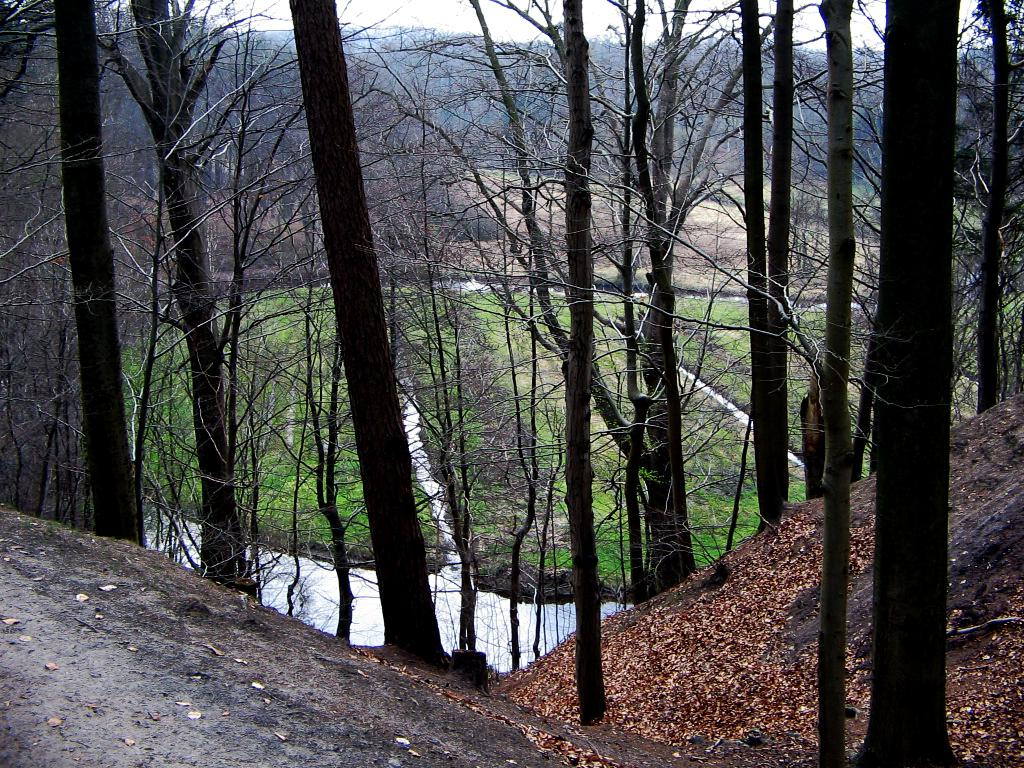
Dal van de Böhme bij Bad Fallingbostel

De Böhme stroomt o.a. door de gemeentes Soltau, Bad Fallingbostel en Walsrode, en ontwatert, vooral door haar talrijke zijbeken, de Lüneburger Heide.
De Böhme is alleen bevaarbaar voor kano's en kleine roeibootjes e.d..
Gedeelten van de rivier zijn matig vervuild als gevolg van lozingen door industriële bedrijven in de regio, o.a. te Bomlitz. Andere gedeelten vormen samen met hun oevers ecologisch waardevolle natuurgebieden.